# 小二十世紀

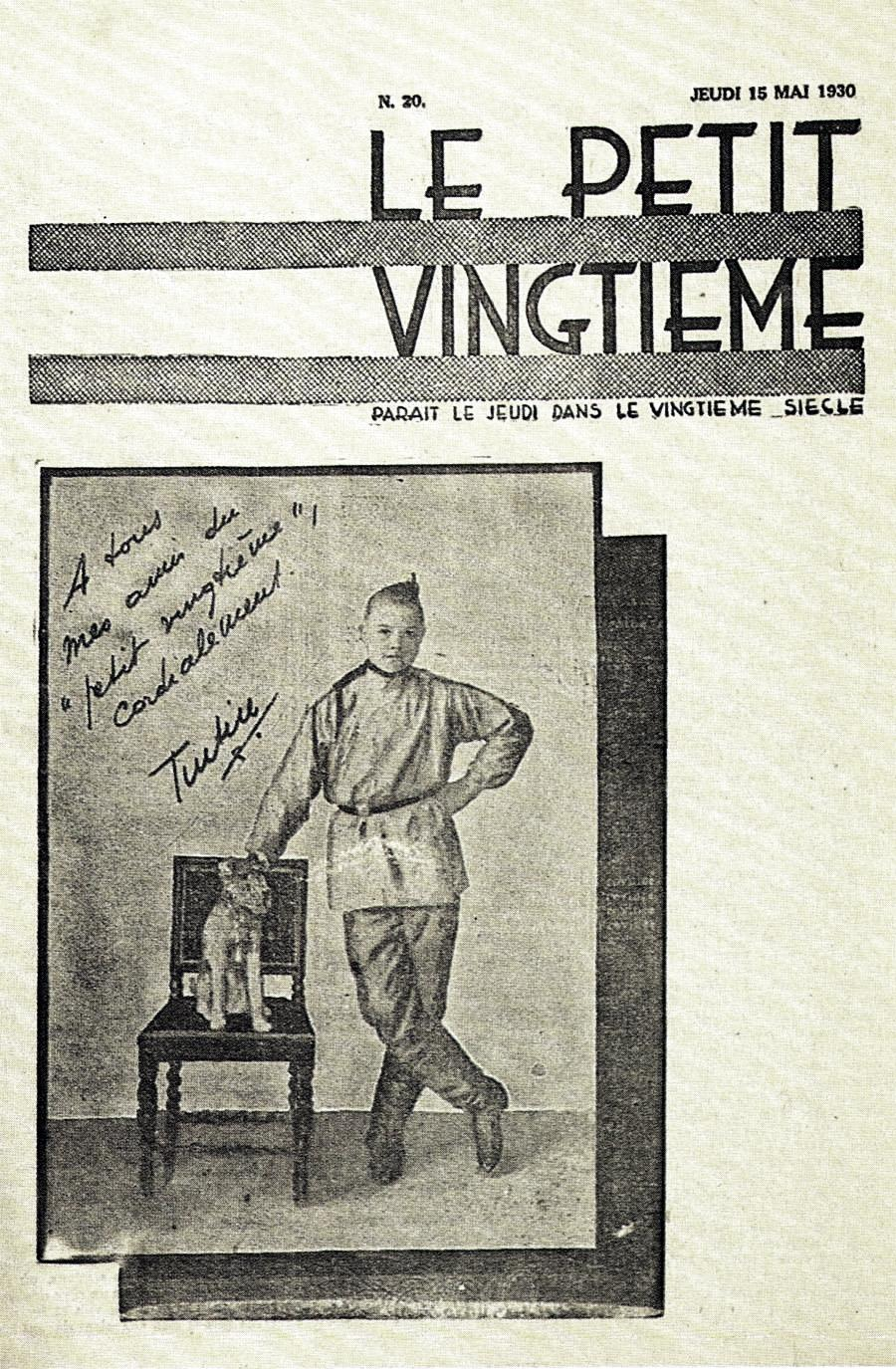
《小二十世纪》第20期的封面，展示有丁丁和他的小狗米卢。

《小二十世紀》，又譯《二十世紀小夥伴》，是比利時《二十世紀報》的儿童副刊。1928年11月，《丁丁历险记》诞生于该杂志，并一直刊載该系列漫画直至1934年。